# All Right Now
All Right Now è un singolo della rock band inglese Free. La canzone, pubblicata nel 1970, raggiunse la seconda posizione nella Official Singles Chart e la quarta posizione nella Billboard Hot 100 statunitense. All Right Now apparve per la prima volta nell'album Fire And Water, pubblicato dall'etichetta Island Records, fondata da Chris Blackwell. Nel 1991, la canzone fu remixata e ripubblicata, raggiungendo l'ottava posizione nella UK singles chart.
All Right Now ottenne la prima posizione in oltre 20 paesi e l'ASCAP (American Society of Composers, Authors, and Publishers) stimò che la canzone fu trasmessa dalle radio statunitensi più di un milione di volte nel 1989. Nel 2006 la canzone ottenne il premio Million Air Award in occasione dei BMI's London Awards per esser stata trasmessa circa tre milioni di volte negli Stati Uniti.
Nel 2005 la canzone è stata inclusa nel cd live Return of the Champions dei Queen + Paul Rodgers. Tra i tecnici che nel 1970 parteciparono alla registrazione di All Right Now vi era anche Roy Thomas Baker, che più tardi divenne il produttore dei Queen (tra le altre, mixò Killer Queen e Bohemian Rhapsody).
Secondo il batterista Simon Kirke, All Right Now fu scritta dal bassista Andy Fraser e dal cantante Paul Rodgers nell'edificio dell'Unione Studenti di Durham

## Versioni, mix e arrangiamenti
Esistono almeno due versioni della canzone. La più famosa di queste, trasmessa dalle stazioni radio di classic rock, ha una durata di 5:29, un'altra versione più corta dura invece 4:13. Quest'ultima presenta nell'introduzione un riff di chitarra più complesso, la differenza è percepibile nei primi sette secondi di entrambe le tracce prima che Paul Rodgers canti "Whoa, whoa, whoa". Un riff d'ispirazione jazz appare evidente durante tutta la registrazione; vi sono inoltre numerose piccole varianti alla linea di basso; in questa versione è udibile la click track (segnale acustico usato per sincronizzare registrazioni sonore), accidentalmente mixata all'interno della canzone: la band se ne accorse solo dopo la pubblicazione del disco, dopo aver ascoltato la canzone alla radio.
Esistono due diversi mix della versione più corta da 4:13. La versione originale del 1970 fu successivamente remixata usando esattamente la stessa traccia vocale, ma le chitarre e le percussioni vennero rimpiazzate.
L'assenza del basso nelle strofe della canzone è una caratteristica comune anche alla canzone Honky Tonk Women dei Rolling Stones (1969), la quale inoltre manca nelle battute iniziali di un accompagnamento delle percussioni.

## Uso nei media
- La canzone è stata usata nella serie televisiva statunitense Supernatural come musica di chiusura dell'episodio Skin della prima stagione.
- In Inghilterra è stata usata come musica per lo spot delle gomme da masticare della Wrigley tra il 1980 e il 1990.
- La canzone è stata usata nell'episodio The Ride della serie televisiva statunitense I Soprano, quando Tony Soprano e Christopher Moltisanti incontrano casualmente dei motociclisti che stanno rapinando un negozio di liquori.
- Questa canzone fa parte della colonna sonora del film American Beauty.
- Essa è presente come colonna sonora all'interno del videogioco Big Mutha Truckers 2: Truck Me Harder.

## Formazione della band
La canzone è stata scritta da Andy Fraser e Paul Rodgers, prodotta da Andy Fraser, Paul Rodgers, Simon Kirke e Paul Kossoff.
- Paul Rodgers – Voce
- Paul Kossoff – Chitarra
- Andy Fraser – Chitarra basso
- Simon Kirke – Batteria

## Cover
All Right Now è stata oggetto di cover da parte di molti artisti, tra cui The Runaways nel 1975, Rick Santers nel 1984, Rod Stewart nel 1985, Pepsi & Shirlie (ex coriste dei Wham!) nel 1987, Lemonescent nel 2003. È stata inoltre campionata nella canzone Funky Cold Medina di Tone Lōc nel 1989. Gli Who ne hanno fatto una cover durante un concerto a Passaic nello Stato del New Jersey nel 1979. Dopo la morte di Paul Kossoff, gli Sweet si esibirono in una cover di questa canzone durante un concerto a Santa Monica nel 1976, con Ritchie Blackmore come ospite alla chitarra.. Anche Sawyer Brown realizzò una cover di "All Right Now" durante il suo tour nel 2008.
Una cover di All Right Now fu registrata da Mike Oldfield (prodotta da Tom Newman e cantata da Wendy Roberts e Pierre Moerrlen) e incisa su un singolo promozionale flexy-disc blu da 7". Il singolo fu consegnato esclusivamente ai dirigenti della Virgin Records e non fu mai distribuito al pubblico, il che lo ha reso uno dei più rari oggetti da collezione del catalogo di Mike Oldfield. Il numero di catalogo di questo introvabile disco è "Virgin TT-362".
Steve Miller ammise che l'introduzione della sua canzone Rock 'n Me era un tributo ad All Right Now:
(Fred Bronson, The Billboard Book of Number 1 Hits, Billboard Books, 2003)
Christina Aguilera ha realizzato una cover di questa canzone nel 2000 durante un concerto, la cui performance appare nel dvd My Reflection.
David Cook si è esibito in una cover di questa canzone durante la settimana della Top 20 della settima stagione del reality show statunitense American Idol.
Anche Paige Miles ha cantato All Right Now durante una performance in American Idol.
Sia i White Noise che i Nightshade la cantano regolarmente durante i loro concerti a Playa Flamenca (zona della provincia di Alicante in Spagna).
Chris Holder ha realizzato una cover di questa canzone modificandone il testo da All Right Now a All Night Long.
Ali Campbell ha realizzato una cover di questa canzone includendola nel suo album Great British Songs del 2010.
Gli ApologetiX hanno inciso una versione parodistica chiamata Go Right Now, inclusa nel loro album Jesus Christ Morningstar.
I Bad Company, di cui fanno parte due membri dei Free, il cantante Paul Rodgers e il batterista Simon Kirke, hanno realizzato una cover della canzone in un concerto del 2002, apparsa nel loro album live In Concert: Merchants of Cool.
I Puddle of Mudd hanno inserito una cover della canzone nell'album Re:(disc)overed.